# RhB Alvra-treinstel

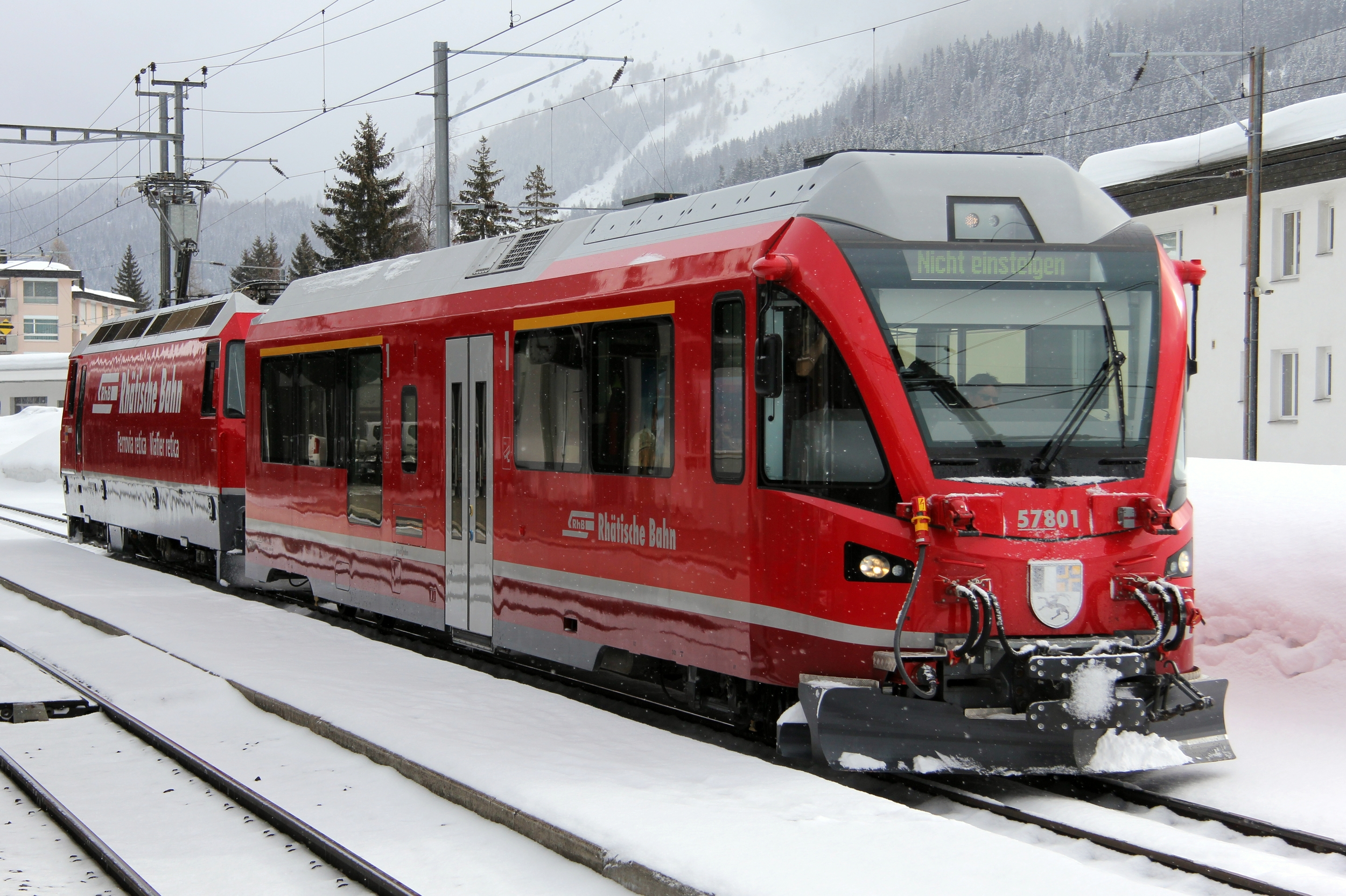
Stuurstandrijtuig 57801 gekoppeld aan locomotief Ge 4/4 III 647

De Alvra is een trek-duwtrein van de Rhätische Bahn (RhB), die op de Albulabahn ingezet wordt als interregiotrein (IR-Zug) tussen Chur en Sankt Moritz. Het was de bedoeling van de RhB om met de Alvra het reiscomfort op een hoger niveau te brengen. Alvra is de Reto-Romaanse benaming voor Albula.

## Geschiedenis
In eerste instantie werd in 2010 door de RhB de aanbesteding uitgegeven tot het vervaardigen van 7 treinstellen van zes rijtuigen zonder eigen aandrijving. Deze aan besteding werd gegund aan Stadler Rail. In hetzelfde jaar werd de opdracht gewijzigd in 6 treinstellen van zes rijtuigen met een stuurstandrijtuig, in verband met dat de RhB de treinen voor forensenverkeer wilde gaan inzetten. Dit leidde tot veel aanpassingen en vertraging. In eerste instantie was gekozen voor twee eerste klasse en vier tweede klasse rijtuigen, maar omdat het toegevoegde stuurstandrijtuig ontworpen was als eerste klasse, moest een van de twee eerste klasse wagons een tweede klasse wagon worden.
In november 2014 is gestart met de bouw van de treinen bij het Stadler-Werk Altenrhein. Op 2 december 2015 arriveerden de eerste drie rijtuigen van de eerste trein in Landquart en een dag later het tweede deel. De eerste drie treinstellen werden in 2016 zonder stuurstandrijtuig in gebruik genomen, omdat die nog niet gereed waren. Er moest hierdoor op de eindpunten van de lijn gekeerd worden door de locomotief. Op 26 september 2017 werden de laatste drie van de zes stuurstandrijtuigen geleverd. De voorkant van de stuurstandrijtuigen lijkt veel op die van de Allegra's.

## Voortstuwing en remwerking
De wagons zijn afgeleid van die van de RhB ABe 4/16 - Allegra en zijn kortgekoppeld en permanent met elkaar verbonden. In tegenstelling tot het andere materieel van de RhB zijn deze wagons toegerust met luchtdrukremmen in plaats van vacuümremmen. Hierdoor komen alleen voor de voortstuwing en remwerking de locomotieven RhB Ge 4/4 II 629 (gemodificeerd) en de RhB Ge 4/4 III, evenals de Allegra RhB ABe 8/12-treinstellen in aanmerking. De locomotief of het Allegra-treinstel staat altijd opgesteld aan de voorzijde van het treinstel in de rijrichting naar Sankt Moritz.

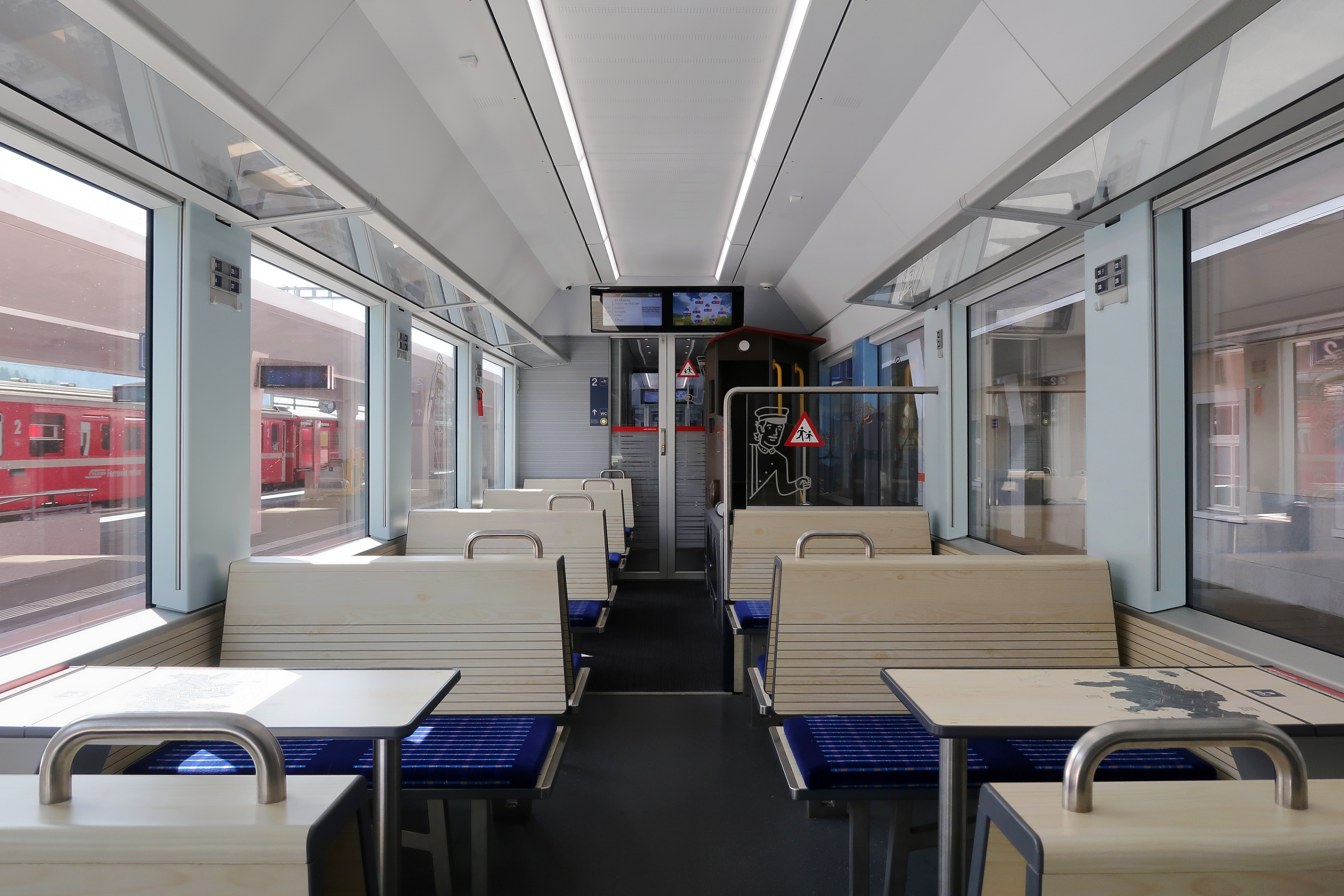
Interieur van een B577 wagon

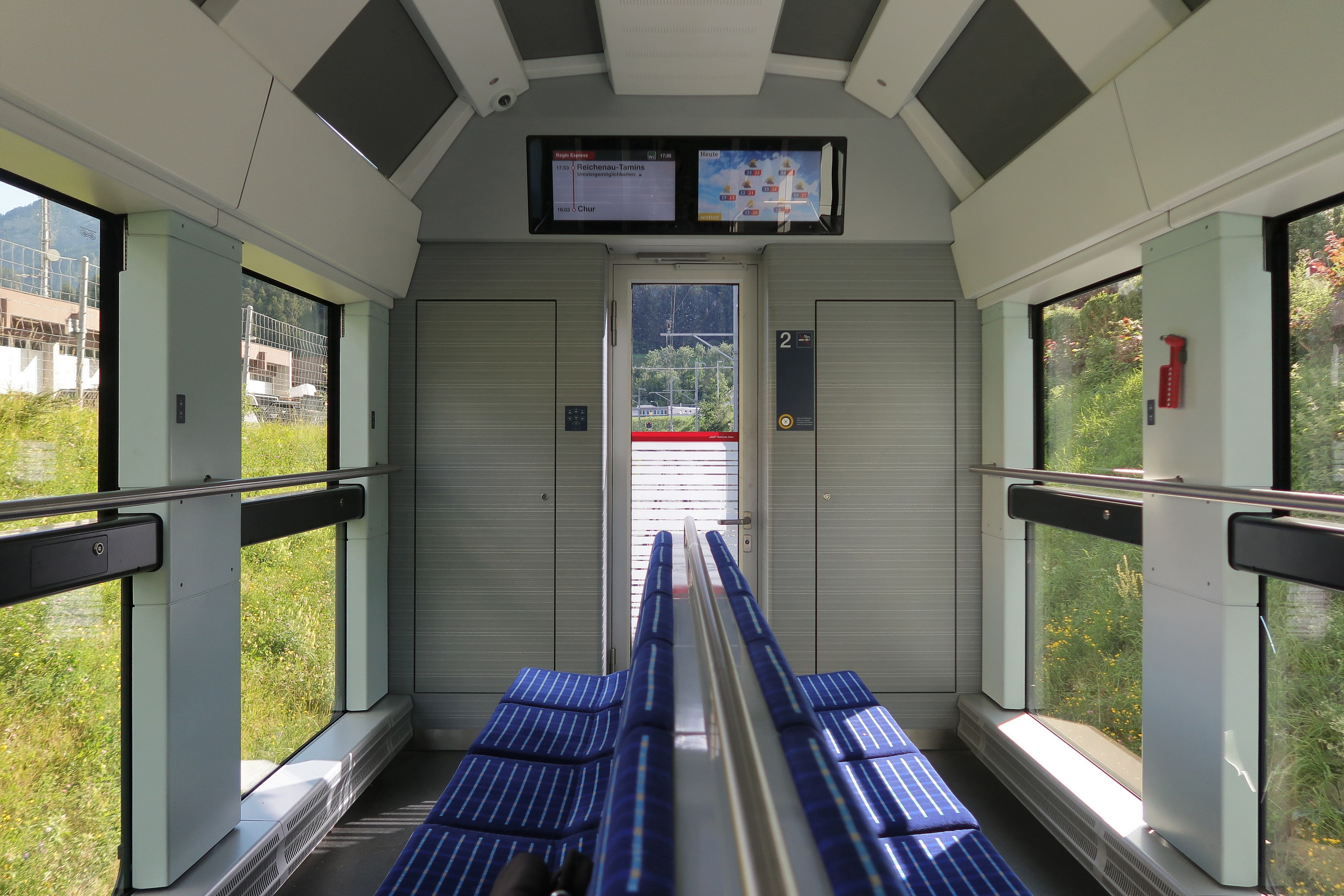
Fotografie compartiment

## Comfort
Het comfort is in zowel de eerste als in de tweede klasse van hoog niveau, mede doordat de wagons als eerste bij de RhB van luchtvering zijn voorzien. De wagons zijn kortgekoppeld en hebben brede in- en uitstapdeuren, afgedekte overgangen tussen trein en perron, brede doorgangen tussen de wagons en zijn rolstoelvriendelijk. Ze zijn van een aanmerkelijk beter verwarmingssysteem voorzien dan het oudere materieel van de RhB en ook voorzien van een compartiment met elektrisch deels te openen panoramaramen in de wagon achter de locomotief, om fotografen onbelemmerd opnamen te kunnen laten maken. Bij het oudere materieel is deze voorziening niet aanwezig en zijn de ramen hermetisch gesloten. De passagierscompartimenten zijn volledig toegerust met een CO2-gestuurd airconditioningsysteem en zijn voorzien van vloer- en wandverwarming. De led-verlichting past zich automatisch aan aan de benodigde hoeveelheid licht.
De baanvaksnelheid ligt op 90 km/h, maar is aanmerkelijk verhoogd in de 19 km lange Vereinatunnel, waar 120 km/h wordt gereden.

## Nummering
De nummering vanaf het stuurstandrijtuig: 
- Stuurstandrijtuigen: 57801-57806 eerste klasse, 2 rolstoelplaatsen, type At 578 (oorspronkelijk ontworpen als Ait 578)
- Wagons: 57001-57006 eerste klasse, type A 570
- Wagons: 57201-57206 eerste en tweede klasse, type AB 572
- Wagons: 57701-57706 tweede klasse, voor fietsen en kinderwagens, families, kinderen en voor vrijtijdsbesteding, type B 577
- Wagons: 57301-57306 tweede klasse, type B 573
- Wagons: 57401-57406 tweede klasse, type B 574
- Wagons: 57601-57606 tweede klasse, fotografie compartiment, 2 rolstoelplaatsen, type Bi 576

## Ongeval
In oktober 2020 vond een ernstig ongeval plaats met een Alvra-trein, waarbij het stuurstandrijtuig 57805 zwaar werd beschadigd en de bestuurster gewond raakte. Het ongeval werd veroorzaakt door een steenlawine, waarvan blokken steen op de treinbaan terecht waren gekomen. Het stuurstandrijtuig en twee volgwagons ontspoorden hierbij en kwamen schuin op het talud tot stilstand.